# Motorola C115
Motorola C115 — мобильный телефон фирмы Motorola выпущен в 2004 году . На момент выпуска на рынок ёмкость аккумулятора аппарата (920 мА·ч) и 3,6 вольта была наибольшей среди телефонов компании Motorola. Аппарат Motorola C116 функционально повторил Motorola C115; отличия только в дизайне.

## Позиционирование
- Motorola C115 позиционировался как бюджетный аппарат[1].

## Экран
- Экран аппарата  Motorola C115 был монохромным, что позволило добиться низкого энергопотребления[1].

## Характеристики
| Общие характеристики         | Общие характеристики                                  |
| Звонки                       | Звонки                                                |
| ---------------------------- | ----------------------------------------------------- |
| Тип мелодий                  | обычные                                               |
| Число мелодий                | 24                                                    |
| Виброзвонок                  | есть                                                  |
| Редактор мелодий             | есть                                                  |
| Связь                        |                                                       |
| Доступ в интернет            | GPRS                                                  |
| Сообщения                    |                                                       |
| Дополнительные функции SMS   | ввод текста со словарём                               |
| EMS                          | Нет                                                   |
| Другие функции               |                                                       |
| Речевые кодеки HR, FR, EFR   | есть                                                  |
| Экран                        |                                                       |
| Тип экрана                   | монохромный экран                                     |
| Размер изображения           | число строк - 3, 96x64 пикс.                          |
| Русификация                  | есть                                                  |
| Индикация                    | времени разговора                                     |
| Мультимедийные возможности   |                                                       |
| Встроенная фотокамера        | нет                                                   |
| Игры                         | есть                                                  |
| Питание                      |                                                       |
| Тип аккумулятора             | Li-Ion                                                |
| Ёмкость аккумулятора         | 930 и 3,6 вольта мА·ч                                 |
| Время разговора              | 8:00 ч: мин                                           |
| Время ожидания               | 120:00 ч: мин                                         |
| Время заряда                 | 2:30 ч: мин                                           |
| Записная книжка и органайзер |                                                       |
| Органайзер                   | будильник, калькулятор                                |
| Дополнительная информация    |                                                       |
| Комплектация                 | телефон, аккумулятор, зарядное устройство, инструкция |
| Особенности                  | телефонной книги нет - только память SIM-карты        |

## Похожие модели
- Motorola C117
- Motorola C116 отличен от Motorola C115 только дизайном[1].
- Motorola C205
- Sony Ericsson T105
- Sagem MYX-1W

## Скандалы
В 2006 году после изъятия у компании «Евросеть» 30 000 мобильных телефонов Motorola C115 должны были быть уничтожены, так как по мнению изъявших оказались вредными для здоровья. Тем не менее, по мнению Московской прокуратуры часть из них было похищена и проданы по заниженным ценам. Впоследствии изъятие сотовых телефонов было признано незаконным.
В мае 2006 года компания «RussGPS» обвинила компанию «Motorola» в нарушении патентных прав в области мобильных терминалов связи, что лишает компанию «Motorola» возможности законно продавать телефоны Motorola C115 и др. Компания «Motorola» отреагировала на это судебным иском против «RussGPS» в размере 18 миллионов долларов для защиты своей деловой репутации.